# Elitserien 1979/1980
Sezóna 1979/1980 byla 5. sezonou Švédské ligy ledního hokeje. Mistrem se stal tým Brynäs IF. Poslední tým sestoupil a předposlední hrál baráž o udržení proti nejlepším celkům druhé ligy.
| Vysvětlivky                              |
| ---------------------------------------- |
| Tým nepostupující do semifinále play off |
| Tým hrající Kvalserien (baráž)           |
| Sestupující tým                          |

## Základní část
| Poř. | Tým                | Z  | V  | R | P  | Skóre     | B  |
| ---- | ------------------ | -- | -- | - | -- | --------- | -- |
| 1    | Leksands IF        | 36 | 18 | 7 | 11 | 156 - 124 | 43 |
| 2    | IF Björklöven      | 36 | 17 | 8 | 11 | 156 - 145 | 42 |
| 3    | Västra Frölunda IF | 36 | 19 | 3 | 14 | 153 - 137 | 41 |
| 4    | Brynäs IF          | 36 | 17 | 5 | 14 | 130 - 120 | 39 |
| 5    | AIK                | 36 | 16 | 6 | 14 | 137 - 127 | 38 |
| 6    | Djurgårdens IF     | 36 | 16 | 6 | 14 | 145 - 152 | 38 |
| 7    | Färjestads BK      | 36 | 14 | 8 | 14 | 142 - 145 | 36 |
| 8    | MoDo AIK           | 36 | 15 | 5 | 16 | 154 - 139 | 35 |
| 9    | Skellefteå AIK     | 36 | 12 | 4 | 20 | 141 - 168 | 28 |
| 10   | HV71               | 36 | 8  | 4 | 24 | 113 - 170 | 20 |

## Play off

### Semifinále
- Leksands IF - Brynäs IF 0:2 (4:9, 2:8)
- IF Björklöven - Västra Frölunda IF 1:2 (4:3 P, 2:3, 0:4)

### Finále
- Västra Frölunda IF - Brynäs IF 2:3 (2:5, 6:4, 4:5 P, 3:2, 1:2)